# Berwyn (Illinois)
Berwyn è un comune degli Stati Uniti d'America, situato in Illinois, nella contea di Cook.